# 日本食品標準成分表の収載食品一覧
日本食品標準成分表の収載食品一覧は、2020年度日本食品標準成分表に記載されている食品の一覧である。
なお、★印がついている食品は、2023年度の増補版で追加されたもの。

## 収載食品一覧

### 1.穀類
- アマランサス　玄穀
- あわ
  - 精白粒
  - あわもち
- えんばく　オートミール
- おおむぎ
  - 七分つき押麦
  - 押麦
    - 乾
    - めし

  - 米粒麦
  - 大麦めん
    - 乾
    - ゆで

  - 麦こがし
- キヌア　玄穀
- きび　精白粒
- こむぎ
  - 玄穀
    - 国産　普通
    - 輸入　軟質
    - 輸入　硬質

  - 小麦粉
    - 薄力粉
      - 1等
      - 2等

    - 中力粉
      - 1等
      - 2等

    - 強力粉
      - 1等
      - 2等
      - 全粒粉

    - プレミックス粉
      - お好み焼き用
      - ホットケーキ用
      - から揚げ用
      - 天ぷら用
      - 天ぷら用　バッター
      - 天ぷら用　バッター　揚げ

  - パン類
    - 角形食パン
      - 食パン
      - 焼き
      - 耳を除いたもの
      - 耳

    - 食パン
      - リーンタイプ
      - リッチタイプ

    - 山形食パン　食パン
    - コッペパン
    - バンズ★
    - 乾パン
    - フランスパン
    - ライ麦パン
    - 全粒粉パン
    - ぶどうパン
    - ロールパン
    - クロワッサン
      - レギュラータイプ
      - リッチタイプ

    - くるみパン
    - イングリッシュマフィン
    - ナン
    - ベーグル

  - うどん・そうめん類
    - うどん
      - 生
      - ゆで
      - 半生うどん

    - 干しうどん
      - 乾
      - ゆで

    - そうめん・ひやむぎ
      - 乾
      - ゆで

    - 手延そうめん・手延ひやむぎ
      - 乾
      - ゆで

  - 中華めん類
    - 中華めん
      - 生
      - ゆで

    - 半生中華めん　
    - 蒸し中華めん
      - 蒸し中華めん
      - ソテー
      - 乾
      - ゆで

    - 沖縄そば
      - 生
      - ゆで

    - 干し沖縄そば
      - 乾
      - ゆで

  - 即席めん類
    - 即席中華めん
      - 油揚げ味付け
      - 油揚げ　
        - 乾　（添付調味料等を含むもの）
        - 調理後全体　（添付調味料等を含むもの）
        - ゆで　（添付調味料等を含まないもの）
        - 乾　（添付調味料等を含まないもの）

      - 非油揚げ
        - 乾　（添付調味料等を含むもの）
        - 調理後全体　（添付調味料等を含むもの）
        - ゆで　（添付調味料等を含まないもの）
        - 乾　（添付調味料等を含まないもの）

    - 中華スタイル即席カップめん
      - 油揚げ
        - 塩味
          - 乾　（添付調味料等を含むもの）
          - 調理後全体　（添付調味料等を含むもの）
          - 調理後のめん　（スープを残したもの）

        - しょうゆ味
          - 乾　（添付調味料等を含むもの）
          - 調理後全体　（添付調味料等を含むもの）
          - 調理後のめん　（スープを残したもの）

        - 焼きそば
          - 乾　（添付調味料等を含むもの）
          - 調理後全体　（添付調味料等を含むもの）

      - 非油揚げ
        - 乾　（添付調味料等を含むもの）
        - 調理後全体　（添付調味料等を含むもの）
        - 調理後のめん　（スープを残したもの）

      - 和風スタイル即席カップめん
        - 油揚げ
          - 乾　（添付調味料等を含むもの）
          - 調理後全体　（添付調味料等を含むもの）
          - 調理後のめん　（スープを残したもの）

  - マカロニ・スパゲッティ類
    - マカロニ・スパゲッティ
      - 乾
      - ゆで
      - ソテー

    - 生パスタ　生

  - ふ類
    - 生ふ
    - 焼きふ
      - 釜焼きふ
      - 板ふ
      - 車ふ

    - 油ふ

  - その他
    - 小麦はいが
    - 小麦たんぱく
      - 粉末状
      - 粒状
      - ペースト状

    - かやきせんべい
    - ぎょうざの皮　生
    - しゅうまいの皮　生
    - 春巻きの皮
      - 生
      - 揚げ

    - ピザ生地
    - ちくわぶ
    - パン粉
      - 生
      - 半生
      - 乾燥

    - 冷めん　生

- こめ
  - 水稲穀粒
    - 玄米
    - 半つき米
    - 七分つき米
    - 精白米
      - うるち米
      - もち米
      - インディカ米

    - はいが精米
    - 発芽玄米
    - 赤米
    - 黒米

  - 水稲めし
    - 玄米
    - 半つき米
    - 七分つき米
    - 精白米
      - インディカ米
      - うるち米
      - もち米

    - はいが精米
    - 発芽玄米
    - 赤米
    - 黒米

  - 水稲軟めし　精白米
  - 水稲全かゆ
    - 玄米
    - 半つき米
    - 七分つき米
    - 精白米

  - 水稲五分かゆ
    - 玄米
    - 半つき米
    - 七分つき米
    - 精白米

  - 水稲おもゆ
    - 玄米
    - 半つき米
    - 七分つき米
    - 精白米

  - 陸稲穀粒
    - 玄米
    - 半つき米
    - 七分つき米
    - 精白米

  - 陸稲めし
    - 玄米
    - 半つき米
    - 七分つき米
    - 精白米

  - うるち米製品
    - アルファ化米
      - 一般用
      - 学校給食用強化品

    - おにぎり
    - 焼きおにぎり
    - きりたんぽ
    - 上新粉
    - 玄米粉
    - 米粉
    - 米粉パン
      - 食パン
      - ロールパン
      - 小麦グルテン不使用のもの

    - 米粉めん
    - ビーフン
    - ライスペーパー
    - 米こうじ

  - もち米製品
    - もち
    - 赤飯
    - あくまき
    - 白玉粉
    - 道明寺粉

  - その他
    - 米ぬか

- そば
  - そば粉
    - 全層粉
    - 内層粉
    - 中層粉
    - 表層粉

  - そば米
  - そば
    - 生
    - ゆで
    - 半生そば

  - 干しそば
    - 乾
    - ゆで

- とうもろこし
  - 玄穀
    - 黄色種
    - 白色種

  - コーンミール
    - 黄色種
    - 白色種

  - コーングリッツ
    - 黄色種
    - 白色種

  - コーンフラワー
    - 黄色種
    - 白色種

  - ジャイアントコーン　フライ　味付け
  - ポップコーン
  - コーンフレーク

- はとむぎ　精白粒

- ひえ　精白粒

- もろこし
  - 玄穀
  - 精白粒

- ライむぎ
  - 全粒粉
  - ライ麦粉

### 2.いも及びでん粉類
- いも類
  - アメリカほどいも塊根
    - 生
    - ゆで

  - きくいも　塊茎
    - 生
    - 水煮

  - こんにゃく
    - 精粉
    - 板こんにゃく
      - 精粉こんにゃく
      - 生いもこんにゃく

    - 赤こんにゃく
    - 凍みこんにゃく
      - 乾
      - ゆで

    - しらたき

  - さつまいも類
    - さつまいも
      - 塊根
        - 皮つき
          - 生
          - 蒸し
          - 天ぷら

        - 皮なし
          - 生
          - 蒸し
          - 焼き

        - 蒸し切干

    - むらさきいも　塊根　皮なし
      - 生
      - 蒸し

  - さといも類
    - さといも　球茎
      - 生
      - 水煮
      - 冷凍

    - セレベス　球茎
      - 生
      - 水煮

    - たけのこいも　球茎
      - 生
      - 水煮

    - みずいも　球茎
      - 生
      - 水煮

    - やつがしら　球茎
      - 生
      - 水煮

  - じゃがいも　塊茎
    - 皮つき
      - 生
      - 電子レンジ調理
      - フライドポテト（生を揚げたもの）

    - 皮なし
      - 生
      - 水煮
      - 蒸し
      - 電子レンジ調理
      - フライドポテト（生を揚げたもの）
      - フライドポテト（市販冷凍食品を揚げたもの）

    - 乾燥マッシュポテト

  - ヤーコン　塊根
    - 生
    - 水煮

  - やまのいも類
    - ながいも
      - いちょういも　塊根　生
      - ながいも　塊根
        - 生
        - 水煮

      - やまといも　塊根　生
      - じねんじょ　塊根　生
      - だいじょ　塊根　生

- でん粉・でん粉製品
  - でん粉類
    - おおうばゆりでん粉
    - キャッサバでん粉
    - くずでん粉
    - 米でん粉
    - 小麦でん粉
    - サゴでん粉
    - さつまいもでん粉
    - じゃがいもでん粉
    - とうもろこしでん粉

  - でん粉製品
    - くずきり
      - 乾
      - ゆで

    - ごま豆腐
    - タピオカパール
      - 乾
      - ゆで
      - でん粉めん
        - 生
        - 乾
        - 乾　ゆで

      - はるさめ
        - 緑豆はるさめ　
          - 乾
          - ゆで

        - 普通はるさめ
          - 乾
          - ゆで

### 3.砂糖及び甘味類
- 砂糖類
  - 黒砂糖
  - てんさい含蜜糖
  - 和三盆糖
  - 車糖
    - 上白糖
    - 三温糖

  - ざらめ糖
    - グラニュー糖
    - 白ざら糖
    - 中ざら糖

  - 加工糖
    - 角砂糖
    - 氷砂糖
    - コーヒーシュガー
    - 粉糖

  - 液糖
    - しょ糖型液糖
    - 転化型液糖

  - 氷糖みつ

- でん粉糖類
  - 還元麦芽糖
  - 還元水あめ
  - 粉あめ
  - 水あめ
    - 酵素糖化
    - 酸糖化

  - ぶどう糖
    - 全糖
    - 含水結晶
    - 無水結晶

  - 果糖
  - 異性化液糖
    - ぶどう糖果糖液糖
    - 果糖ぶどう糖液糖
    - 高果糖液糖

- その他
  - 黒蜜
  - はちみつ
  - はちみつ　国産品★
  - メープルシロップ

### 4.豆類
- あずき
  - 全粒
    - 乾
    - ゆで

  - ゆで小豆缶詰
  - あん
    - こし生あん
    - さらしあん（乾燥あん）
    - こし練りあん（並あん）
    - こし練りあん（中割りあん）
    - こし練りあん（もなかあん）
    - つぶし生あん★
    - つぶし練りあん

- いんげんまめ
  - 全粒
    - 乾
    - ゆで

  - うずら豆
  - こし生あん
  - 豆きんとん

- えんどう
  - 全粒
    - 青えんどう
      - 乾
      - ゆで

    - 赤えんどう
      - 乾
      - ゆで

  - グリンピース（揚げ豆）
  - 塩豆
  - うぐいす豆
  - うぐいすあん★

- ささげ
  - 全粒
    - 乾
    - ゆで

- そらまめ
  - 全粒　乾
  - フライビーンズ
  - おたふく豆
  - ふき豆
  - しょうゆ豆

- だいず
  - 全粒・全粒製品
    - 全粒
      - 青大豆
        - 国産
          - 乾
          - ゆで

      - 黄大豆
        - 国産
          - 乾
          - ゆで

        - 米国産　乾
        - 中国産　乾
        - ブラジル産　乾

      - 黒大豆
        - 国産
          - 乾
          - ゆで

    - いり大豆
      - 青大豆
      - 黄大豆
      - 黒大豆

    - 水煮缶詰　黄大豆
    - 蒸し大豆　黄大豆
    - きな粉
      - 青大豆
        - 全粒大豆
        - 脱皮大豆

      - 黄大豆
        - 全粒大豆
        - 脱皮大豆

      - きな粉（砂糖入り）
        - 青きな粉
        - きな粉

    - 大豆はいが
    - ぶどう豆

  - 豆腐・油揚げ類
    - 木綿豆腐
    - 木綿豆腐（凝固剤：塩化マグネシウム）
    - 木綿豆腐（凝固剤：硫酸カルシウム）
    - 絹ごし豆腐
    - 絹ごし豆腐（凝固剤：塩化マグネシウム）
    - 絹ごし豆腐（凝固剤：硫酸カルシウム）
    - ソフト豆腐
    - 充てん豆腐
    - 沖縄豆腐
    - ゆし豆腐
    - 焼き豆腐
    - 生揚げ
    - 絹生揚げ★
    - 油揚げ
      - 生
      - 油抜き
        - 生
        - ゆで
        - 焼き

      - 甘煮

    - がんもどき
    - 凍り豆腐
      - 乾
      - 水煮

    - 豆腐よう
    - 豆腐竹輪
      - 蒸し
      - 焼き
      - ろくじょう豆腐

  - 納豆類
    - 糸引き納豆
    - 挽きわり納豆
    - 五斗納豆
    - 塩納豆★
    - 寺納豆
    - 干し納豆★

  - その他
    - おから
      - 生
      - 乾燥

    - 豆乳
      - 豆乳
      - 調製豆乳
      - 豆乳飲料・麦芽コーヒー
      - 大豆たんぱく
        - 粒状大豆たんぱく
        - 濃縮大豆たんぱく
        - 分離大豆たんぱく
          - 塩分無調整タイプ
          - 塩分調整タイプ

        - 繊維状大豆たんぱく

      - 湯葉
        - 生
        - 干し
          - 乾
          - 湯戻し

      - 金山寺みそ
      - ひしおみそ
      - テンペ

- つるあずき
  - 全粒
    - 乾
    - ゆで

- ひよこまめ
  - 全粒
    - 乾
    - ゆで
    - フライ　味付け

- べにばないんげん
  - 全粒
    - 乾
    - ゆで

- やぶまめ　乾

- らいまめ
  - 全粒
    - 乾
    - ゆで

- りょくとう
  - 全粒
    - 乾
    - ゆで

- レンズまめ
  - 全粒
    - 乾
    - ゆで

### 5.種実類
- アーモンド
  - 乾
  - フライ　味付け
  - いり　無塩

- あさ　乾

- あまに　いり

- えごま　乾

- カシューナッツ　フライ　味付け

- かぼちゃ　いり　味付け

- かや　いり

- ぎんなん
  - 生
  - ゆで

- くり類
  - 日本ぐり
    - 生
    - ゆで
    - 甘露煮

  - 中国ぐり　甘ぐり

- くるみ　いり

- けし　乾

- ココナッツ　ココナッツパウダー

- ごま
  - 乾
  - いり
  - むき
  - ねり

- しい　生

- すいか　いり　味付け

- チアシード　乾

- とち　蒸し

- はす
  - 未熟　生
  - 成熟
    - 乾
    - ゆで

- ひし類
  - ひし　生
  - とうびし
    - 生
    - ゆで

- ピスタチオ　いり　味付け

- ひまわり　フライ　味付け

- ブラジルナッツ　フライ　味付け

- ヘーゼルナッツ　フライ　味付け

- ペカン　フライ　味付け

- マカダミアナッツ　いり　味付け

- まつ
  - 生
  - いり

- らっかせい
  - 大粒種
    - 乾
    - いり

  - 小粒種
    - 乾
    - いり

  - バターピーナッツ
  - ピーナッツバター

### 6.野菜類
- アーティチョーク
  - 花らい
    - 生
    - ゆで
- アイスプラント　生★

- あさつき
  - 葉
    - 生
    - ゆで

- あしたば
  - 茎葉
    - 生
    - ゆで

- アスパラガス
  - 若茎
    - 生
    - ゆで
    - 油いため

  - 水煮缶詰

- アロエ　葉　生

- いんげんまめ
  - さやいんげん　若ざや
    - 生
    - ゆで

- うど類
  - うど　茎
    - 生
    - 水さらし

  - やまうど　茎　生

- うるい　葉　生

- えだまめ
  - 生
  - ゆで
  - 冷凍

- エンダイブ　葉　生

- えんどう類
  - トウミョウ　茎葉　生
  - 芽ばえ
    - 生
    - ゆで
    - 油いため

  - さやえんどう　若ざや
    - 生
    - ゆで

  - スナップえんどう　若ざや　生
  - グリンピース
    - 生
    - ゆで
    - 冷凍
    - 冷凍　ゆで
    - 冷凍　油いため
    - 水煮缶詰

- おおさかしろな
  - 葉
    - 生
    - ゆで

  - 塩漬

- おかひじき
  - 茎葉
    - 生
    - ゆで

- オクラ　
  - 果実
    - 生
    - ゆで

- かぶ
  - 葉
    - 生
    - ゆで

  - 根
    - 皮つき
      - 生
      - ゆで

    - 皮なし
      - 生
      - ゆで

    - 漬物
      - 塩漬
        - 葉
        - 根
          - 皮つき
          - 皮なし

      - ぬかみそ漬
        - 葉
        - 根
          - 皮つき
          - 皮なし

- かぼちゃ類
  - 日本かぼちゃ　果実
    - 生
    - ゆで

  - 西洋かぼちゃ　果実
    - 生
    - ゆで
    - 焼き
    - 冷凍

  - そうめんかぼちゃ　果実　生

- からしな
  - 葉　生
  - 塩漬

- カリフラワー　花序
  - 生
  - ゆで

- かんぴょう
  - 乾
  - ゆで
  - 甘煮

- きく
  - 花びら
    - 生
    - ゆで

  - 菊のり

- キャベツ類
  - キャベツ　結球葉
    - 生
    - ゆで
    - 油いため
    - カット
      - 常法洗浄★
      - 次亜塩素酸洗浄★

  - グリーンボール　結球葉　生
  - レッドキャベツ　結球葉　生

- きゅうり
  - 果実　生
    - 漬物
      - 塩漬
      - しょうゆ漬
      - ぬかみそ漬
      - ピクルス
        - スイート型
        - サワー型

- ぎょうじゃにんにく　葉　生

- キンサイ　茎葉
  - 生
  - ゆで

- クレソン　茎葉　生

- くわい　塊茎
  - 生
  - ゆで

- ケール　葉　生

- コールラビ　球茎
  - 生
  - ゆで

- こごみ　若芽　生

- ごぼう類
  - ごぼう　根
    - 生
    - ゆで

  - 堀川ごぼう　根　生

- こまつな　葉
  - 生
  - ゆで

- コリアンダー　葉　生

- ザーサイ　漬物

- さんとうさい
  - 葉
    - 生
    - ゆで

  - 塩漬

- しかくまめ　若ざや　生

- ししとう類
  - ししとう　果実
    - 生
    - 油いため

  - 万願寺とうがらし　果実　生★

- しそ
  - 葉　生
  - 実　生

- じゅうろくささげ　若ざや
  - 生
  - ゆで

- しゅんぎく　葉
  - 生
  - ゆで

- じゅんさい　若葉　水煮びん詰

- しょうが類
  - 葉しょうが　根茎　生
  - しょうが　根茎　皮なし
    - 生
    - 生　おろし
    - 生　おろし汁

  - 漬物
    - 酢漬
    - 甘酢漬

  - 新しょうが　根茎　生

- しろうり
  - 果実　生
  - 漬物
    - 塩漬
    - 奈良漬

- ずいき
  - 生ずいき
    - 生
    - ゆで

  - 干しずいき
    - 乾
    - ゆで

- すいぜんじな　葉　生

- すぐきな
  - 葉　生
  - 根　生
  - すぐき漬

- ズッキーニ　果実　生

- せり
  - 茎葉
    - 生
    - ゆで

  - 葉柄　生

- ぜんまい
  - 生ぜんまい　若芽
    - 生
    - ゆで

  - 干しぜんまい　干し若芽
    - 乾
    - ゆで

- そらまめ　未熟豆
  - 生
  - ゆで

- タアサイ　葉
  - 生
  - ゆで

- だいこん類
  - かいわれだいこん　芽ばえ　生
  - 葉だいこん　葉　生
  - だいこん
    - 葉
      - 生
      - ゆで

    - 根
      - 皮つき
        - 生
        - ゆで

      - 皮なし
        - 生
        - おろし
        - おろし汁
        - おろし水洗い
        - ゆで

      - 切干しだいこん
        - 乾
        - ゆで
        - 油いため

      - 漬物
        - いぶりがっこ
        - ぬかみそ漬
        - たくあん漬
          - 塩押しだいこん漬
          - 干しだいこん漬

        - 守口漬
        - べったら漬
        - みそ漬
        - 福神漬

- たいさい類
  - つまみな　葉　生
    - たいさい葉　生
    - 塩漬

- たかな
  - 葉　生
  - たかな漬

- たけのこ
  - 若茎
    - 生
    - ゆで

  - 水煮缶詰
  - めんま　塩蔵　塩抜き

- たまねぎ類
  - たまねぎ
    - りん茎
      - 生
      - 水さらし
      - ゆで
      - 油いため
      - 油いため（あめ色たまねぎ）

  - 赤たまねぎ　りん茎　生
  - 葉たまねぎ　りん茎及び葉　生

- たらのめ　若芽
  - 生
  - ゆで

- チコリ　若芽　生

- ちぢみゆきな　葉
  - 生
  - ゆで

- チンゲンサイ　葉
  - 生
  - ゆで
  - 油いため

- つくし　胞子茎
  - 生
  - ゆで

- つるな　茎葉　生

- つるにんじん　根　生

- つるむらさき　茎葉
  - 生
  - ゆで

- つわぶき　葉柄
  - 生
  - ゆで

- とうがらし
  - 葉･果実
    - 生
    - 油いため

  - 果実
    - 生
    - 乾

- とうがん　果実
  - 生
  - ゆで

- とうもろこし類
  - スイートコーン
    - 未熟種子
      - 生
      - ゆで
      - 電子レンジ調理
      - 穂軸つき　冷凍
      - カーネル　冷凍
      - カーネル　冷凍　ゆで
      - カーネル　冷凍　油いため

    - 缶詰
      - クリームスタイル
      - ホールカーネルスタイル

  - ヤングコーン　幼雌穂　生

- トマト類
  - 赤色トマト　果実　生
  - 赤色ミニトマト　果実　生
  - 黄色トマト　果実　生
  - ドライトマト
  - 加工品
    - ホール　食塩無添加
    - トマトジュース
      - 食塩添加
      - 食塩無添加

    - ミックスジュース
      - 食塩添加
      - 食塩無添加

- トレビス　葉　生

- とんぶり　ゆで

- ながさきはくさい　葉
  - 生
  - ゆで

- なす類
  - なす　果実
    - 生
    - ゆで
    - 油いため
    - 天ぷら

  - べいなす　果実
    - 生
    - 素揚げ

  - 漬物
    - 塩漬
    - ぬかみそ漬
    - こうじ漬
    - からし漬
    - しば漬

- なずな　葉　生

- なばな類
  - 和種なばな　花らい・茎
    - 生
    - ゆで

  - 洋種なばな　茎葉
    - 生
    - ゆで

- にがうり　果実
  - 生
  - 油いため

- にら類
  - にら　葉
    - 生
    - ゆで
    - 油いため

  - 花にら　花茎・花らい　生
  - 黄にら　葉　生

- にんじん類
  - 葉にんじん　葉　生
  - にんじん
    - 根
      - 皮つき
        - 生
        - ゆで

      - 皮なし
        - 生
        - ゆで
        - 油いため
        - 素揚げ
        - カット
          - 常法洗浄★
          - 次亜塩素酸洗浄★

      - 皮　生
      - 冷凍
      - 冷凍　ゆで
      - 冷凍　油いため
      - グラッセ
      - ジュース　缶詰

  - きんとき　根
    - 皮つき
      - 生
      - ゆで

    - 皮なし
      - 生
      - ゆで

  - 島にんじん　根　皮なし　生★
  - ミニキャロット　根　生

- にんにく類
  - にんにく　りん茎
    - 生
    - 油いため

  - 茎にんにく　花茎
    - 生
    - ゆで

- ねぎ類
  - 根深ねぎ　葉　軟白
    - 生
    - ゆで
    - 油いため

  - 葉ねぎ　葉
    - 生
    - 油いため

  - 九条ねぎ　葉　生★
  - こねぎ　葉　生
  - めねぎ　葉　生★

- のざわな
  - 葉　生
  - 漬物
    - 塩漬
    - 調味漬

- のびる　りん茎葉　生

- はくさい
  - 結球葉
    - 生
    - ゆで

  - 漬物
    - 塩漬
    - キムチ

- パクチョイ　葉　生

- バジル　葉　生

- パセリ　葉　生

- はつかだいこん　根　生

- はなっこりー　生

- はやとうり　果実
  - 白色種
    - 生
    - 塩漬

  - 緑色種　生

- ビーツ　根
  - 生
  - ゆで

- ピーマン類
  - 青ピーマン　果実
    - 生
    - 油いため

  - 赤ピーマン　果実
    - 生
    - 油いため

  - オレンジピーマン　果実
    - 生
    - 油いため

  - 黄ピーマン　果実
    - 生
    - 油いため

  - トマピー　果実　生

- ひのな　根・茎葉
  - 生
  - 甘酢漬

- ひろしまな
  - 葉　生
  - 塩漬

- ふき類
  - ふき　葉柄
    - 生
    - ゆで

  - ふきのとう　花序
    - 生
    - ゆで

- ふじまめ　若ざや　生

- ふだんそう　葉
  - 生
  - ゆで

- ブロッコリー　
  - 花序
    - 生
    - ゆで
    - 電子レンジ調理
    - 焼き
    - 油いため

  - 芽ばえ　生

- へちま　果実
  - 生
  - ゆで

- ほうれんそう　葉
  - 通年平均
    - 生
    - ゆで
    - 油いため

  - 夏採り
    - 生
    - ゆで

  - 冬採り
    - 生
    - ゆで

  - 冷凍
  - 冷凍　ゆで
  - 冷凍　油いため

- ホースラディシュ　根茎　生

- まこも　茎　生

- みずかけな
  - 葉　生
  - 塩漬

- みずな
  - 葉
    - 生
    - ゆで

  - 塩漬

- みつば類
  - 切りみつば　葉
    - 生
    - ゆで

  - 根みつば　葉
    - 生
    - ゆで

  - 糸みつば　葉
    - 生
    - ゆで

- みぶな　葉　生

- みょうが類
  - みょうが　花穂　生
  - みょうがたけ　茎葉　生

- むかご　肉芽　生

- めキャベツ　結球葉
  - 生
  - ゆで

- めたで　芽ばえ　生

- もやし類
  - アルファルファもやし　生
  - だいずもやし
    - 生
    - ゆで
    - 油いため★

  - ブラックマッペもやし
    - 生
    - ゆで
    - 油いため

  - りょくとうもやし
    - 生
    - ゆで
    - 油いため★

- モロヘイヤ　茎葉
  - 生
  - ゆで

- やぶまめ　生

- やまごぼう　みそ漬

- ゆりね　りん茎
  - 生
  - ゆで

- ようさい　茎葉
  - 生
  - ゆで

- よめな　葉　生

- よもぎ　葉
  - 生
  - ゆで

- らっかせい　未熟豆
  - 生
  - ゆで

- らっきょう類
  - らっきょう
    - りん茎　生
    - 甘酢漬

  - エシャレット　りん茎　生

- リーキ　りん茎葉
  - 生
  - ゆで

- ルッコラ　葉　生

- ルバーブ　葉柄
  - 生
  - ゆで

- レタス類
  - レタス
    - 土耕栽培　結球葉　生
    - 水耕栽培　結球葉　生

  - サラダな　葉　生
  - リーフレタス　葉　生
  - サニーレタス　葉　生
  - サンチュ　葉　生
  - コスレタス　葉　生

- れんこん
  - 根茎
    - 生
    - ゆで

  - 甘酢れんこん

- わけぎ　葉
  - 生
  - ゆで

- わさび
  - 根茎　生
  - わさび漬
  - 生わらび
    - 生
    - ゆで

  - 干しわらび　乾

- その他
  - ミックスベジタブル
    - 冷凍
    - 冷凍　ゆで
    - 冷凍　油いため

  - 野菜ミックスジュース
    - 通常タイプ
    - 濃縮タイプ

### 7.果実類
- あけび
  - 果肉　生
  - 果皮　生

- アサイー　冷凍　無糖
- アセロラ
  - 酸味種　生
  - 甘味種　生
  - 果実飲料　10%果汁入り飲料
- アテモヤ　生
- アボカド　生
- あんず
  - 生
  - 乾
  - 缶詰
  - ジャム
    - 高糖度
    - 低糖度

- いちご
  - 生
  - ジャム
    - 高糖度
    - 低糖度

  - 乾

- いちじく
  - 生
  - 乾
  - 缶詰

- うめ
  - 生
  - 梅漬
    - 塩漬
    - 調味漬

  - 梅干し
    - 塩漬
    - 調味漬

  - 梅びしお
  - 果実飲料　20%果汁入り飲料

- オリーブ　塩漬
  - グリーンオリーブ
  - ブラックオリーブ
  - スタッフドオリーブ

- かき
  - 甘がき　生
  - 渋抜きがき　生
  - 干しがき

- かりん　生

- かんきつ類
  - いよかん　砂じょう　生
  - うんしゅうみかん
    - じょうのう
      - 早生　生
      - 普通　生

    - 砂じょう
      - 早生　生
      - 普通　生

    - 果実飲料
      - ストレートジュース
      - 濃縮還元ジュース
      - 果粒入りジュース
      - 50%果汁入り飲料
      - 20%果汁入り飲料

    - 缶詰
      - 果肉
      - 液汁

  - オレンジ
    - ネーブル　砂じょう　生
    - バレンシア
      - 米国産　砂じょう　生
      - 果実飲料
        - ストレートジュース
        - 濃縮還元ジュース
        - 50%果汁入り飲料
        - 30%果汁入り飲料

      - マーマレード
        - 高糖度
        - 低糖度

      - 福原オレンジ　砂じょう　生

  - オロブランコ　砂じょう　生
  - かぼす　果汁　生
  - かわちばんかん　砂じょう　生
  - きよみ　砂じょう　生
  - きんかん　全果　生
  - グレープフルーツ
    - 白肉種　砂じょう　生
    - 紅肉種　砂じょう　生
    - 果実飲料
      - ストレートジュース
      - 濃縮還元ジュース
      - 50%果汁入り飲料
      - 20%果汁入り飲料

    - 缶詰

  - さんぼうかん　砂じょう　生
  - シークヮーサー
    - 果汁　生
    - 果実飲料　10%果汁入り飲料

  - しらぬひ　砂じょう　生
  - すだち
    - 果皮　生
    - 果汁　生

  - せとか　砂じょう　生
  - セミノール　砂じょう　生
  - だいだい　果汁　生
  - なつみかん
    - 砂じょう　生
    - 缶詰

  - はっさく　砂じょう　生
  - はるみ　砂じょう　生
  - ひゅうがなつ
    - じょうのう及びアルベド　生
    - 砂じょう　生

  - ぶんたん
    - 砂じょう　生
    - ざぼん漬

  - ぽんかん　砂じょう　生
  - ゆず
    - 果皮　生
    - 果汁　生

  - ライム　果汁　生
  - レモン
    - 全果　生
    - 果汁　生

- キウイフルーツ
  - 緑肉種　生
  - 黄肉種　生

- きはだ　実　乾

- キワノ　生

- グァバ
  - 赤肉種　生
  - 白肉種　生
  - 果実飲料
    - 20%果汁入り飲料（ネクター）
    - 10%果汁入り飲料

- くこ　実　乾

- ぐみ　生
- ココナッツ
  - ココナッツウォーター
  - ココナッツミルク
  - ナタデココ

- さくらんぼ
  - 国産　生
  - 米国産
    - 生
    - 缶詰

- ざくろ　生

- すいか
  - 赤肉種　生
  - 黄肉種　生

- すぐり類
  - 赤すぐり　冷凍★
  - カシス　冷凍
  - グーズベリー　生

- スターフルーツ　生

- すもも類
  - にほんすもも　生
  - プルーン
    - 生
    - 乾

- チェリモヤ　生
- ドラゴンフルーツ　生
- ドリアン　生
- なし類
  - 日本なし
    - 生
    - 缶詰

  - 中国なし　生
  - 西洋なし
    - 生
    - 缶詰

- なつめ　乾

- なつめやし　乾

- パインアップル
  - 生
  - 焼き
  - 果実飲料
    - ストレートジュース
    - 濃縮還元ジュース
    - 50%果汁入り飲料
    - 10%果汁入り飲料

  - 缶詰
  - 砂糖漬
- ハスカップ　生
- パッションフルーツ　果汁　生
- バナナ
  - 生
  - 乾
- パパイア
  - 完熟　生
  - 未熟　生
- びわ
  - 生
  - 缶詰

- ぶどう
  - 皮なし　生
  - 皮つき　生
  - 皮つき　シャインマスカット　生★
  - 干しぶどう
  - 果実飲料
    - ストレートジュース
    - 濃縮還元ジュース
    - 70%果汁入り飲料
    - 10%果汁入り飲料

  - 缶詰
  - ジャム

- ブルーベリー
  - 生
  - ジャム
  - 乾
- ホワイトサポテ　生
- まくわうり
  - 黄肉種　生
  - 白肉種　生

- マルメロ　生
- マンゴー
  - 生
  - ドライマンゴー

- マンゴスチン　生
- メロン
  - 温室メロン　生
  - 露地メロン
    - 緑肉種　生
    - 赤肉種　生

- もも類
  - もも
    - 白肉種　生
    - 黄肉種　生
    - 果実飲料
      - 30%果汁入り飲料　（ネクター）

    - 缶詰
      - 白肉種　果肉
      - 黄肉種　果肉
      - 液汁

    - ネクタリン　生

- やまもも　生
- ライチー　生
- ラズベリー　生
- りゅうがん　乾
- りんご
  - 皮なし　生
  - 皮つき
    - 生
    - 焼き

  - 果実飲料
    - ストレートジュース
    - 濃縮還元ジュース
    - 50%果汁入り飲料
    - 30%果汁入り飲料

  - 缶詰
  - ジャム

### 8.きのこ類
- えのきたけ
  - 生
  - ゆで
  - 油いため
  - 味付け瓶詰

- きくらげ類
  - あらげきくらげ
    - 生
    - 乾
    - ゆで
    - 油いため

  - きくらげ
    - 乾
    - ゆで

  - しろきくらげ
    - 乾
    - ゆで

- くろあわびたけ　生

- しいたけ
  - 生しいたけ
    - 菌床栽培
      - 生
      - ゆで
      - 油いため
      - 天ぷら

    - 原木栽培
      - 生
      - ゆで
      - 油いため

  - 乾しいたけ
    - 乾
    - ゆで
    - 甘煮

- しめじ類
  - はたけしめじ
    - 生
    - ゆで

  - ぶなしめじ
    - 生
    - ゆで
    - 油いため
    - 素揚げ
    - 天ぷら

  - ほんしめじ
    - 生
    - ゆで

- たもぎたけ　生

- なめこ
  - 株採り
    - 生
    - ゆで

  - カットなめこ　生
  - 水煮缶詰

- ぬめりすぎたけ　生

- ひらたけ類
  - うすひらたけ　生
  - エリンギ
    - 生
    - ゆで
    - 焼き
    - 油いため

  - ひらたけ
    - 生
    - ゆで

- まいたけ
  - 生
  - ゆで
  - 油いため
  - 乾

- マッシュルーム
  - 生
  - ゆで
  - 油いため
  - ブラウン種　生★
  - 水煮缶詰

- まつたけ　生
- やなぎまつたけ　生

### 9.藻類
- あおさ　素干し
- あおのり　素干し
- あまのり
  - ほしのり
  - 焼きのり
  - 味付けのり

- あらめ　蒸し干し
- いわのり　素干し
- うみぶどう　生
- えごのり
  - 素干し
  - おきうと
  - 塩蔵　塩抜き
- かわのり　素干し
- こんぶ類
  - えながおにこんぶ　素干し
  - がごめこんぶ　素干し
  - ながこんぶ　素干し
  - ほそめこんぶ　素干し
  - まこんぶ
    - 素干し
      - 乾
      - 水煮

  - みついしこんぶ　素干し
  - りしりこんぶ　素干し
  - 刻み昆布
  - 削り昆布
  - 塩昆布
  - つくだ煮

- すいぜんじのり　素干し　水戻し
- てんぐさ
  - 素干し
  - ところてん
  - 角寒天
  - 寒天
  - 粉寒天

- とさかのり
  - 赤とさか　塩蔵　塩抜き
  - 青とさか　塩蔵　塩抜き

- ひじき
  - ほしひじき
    - ステンレス釜
      - 乾
      - ゆで
      - 油いため

    - 鉄釜
      - 乾
      - ゆで
      - 油いため

- ひとえぐさ
  - 素干し
  - つくだ煮

- ふのり　素干し
- まつも　素干し
- むかでのり　塩蔵　塩抜き
- もずく類
  - おきなわもずく　塩蔵　塩抜き
  - もずく　塩蔵　塩抜き

- わかめ
  - 原藻　生
  - 乾燥わかめ
    - 素干し
    - 素干し　水戻し
    - 素干し　水煮★
    - 板わかめ
    - 灰干し　水戻し

  - カットわかめ
    - 乾
    - 水煮（沸騰水で短時間加熱したもの）
    - 水煮の汁

  - 湯通し塩蔵わかめ
    - 塩抜き
      - 生
      - ゆで

  - くきわかめ　湯通し塩蔵　塩抜き
  - めかぶわかめ　生

### 10.魚介類
- 魚類
  - あいなめ　生
  - あこうだい　生
  - あじ類
    - まあじ
      - 皮つき　生
      - 皮なし　生
      - 皮つき
        - 水煮
        - 焼き
        - フライ

      - 開き干し
        - 生
        - 焼き

      - 小型　骨付き
        - 生
        - から揚げ

    - まるあじ
      - 生
      - 焼き

    - にしまあじ
      - 生
      - 水煮
      - 焼き
      - 開き干し
        - 生★
        - 焼き★

    - むろあじ
      - 生
      - 焼き
      - 開き干し
      - くさや

  - あなご
    - 生
    - 蒸し

  - あまご　養殖　生
  - あまだい
    - 生
    - 水煮
    - 焼き

  - あゆ
    - 天然
      - 生
      - 焼き
      - 内臓
        - 生
        - 焼き

    - 養殖
      - 生
      - 焼き
      - 内臓
        - 生
        - 焼き

    - うるか

  - アラスカめぬけ　生
  - あんこう
    - 生
    - きも　生

  - いかなご
    - 生
    - 煮干し
    - つくだ煮
    - あめ煮

  - いさき　生
  - いしだい　生
  - いとよりだい
    - 生
    - すり身

  - いぼだい　生
  - いわし類
    - うるめいわし
      - 生
      - 丸干し

    - かたくちいわし
      - 生
      - 煮干し
      - 田作り

    - まいわし
      - 生
      - 水煮
      - 焼き
      - フライ
      - 塩いわし
      - 生干し
      - 丸干し

    - めざし
      - 生
      - 焼き

    - しらす
      - 生
      - 釜揚げしらす

    - しらす干し
      - 微乾燥品
      - 半乾燥品

    - たたみいわし
    - みりん干し
      - かたくちいわし
      - まいわし

    - 缶詰
      - 水煮
      - 味付け
      - トマト漬
      - 油漬
      - かば焼
      - アンチョビ

  - いわな　養殖　生
  - うぐい　生
  - うなぎ
    - 養殖　生
    - きも　生
    - 白焼き
    - かば焼

  - うまづらはぎ
    - 生
    - 味付け開き干し

  - えい　生
  - えそ　生
  - おいかわ　生
  - おおさが　生
  - おこぜ　生
  - おひょう　生
  - かさご　生
  - かじか
    - 生
    - 水煮
    - つくだ煮

  - かじき類
    - くろかじき　生
    - まかじき　生
    - めかじき
      - 生
      - 焼き

    - かつお
      - 春獲り　生
      - 秋獲り　生

    - そうだがつお　生
    - 加工品
      - なまり
      - なまり節
      - 裸節
      - かつお節
      - 削り節
      - 削り節つくだ煮
      - 角煮
      - 塩辛

    - 缶詰
      - 味付け　フレーク
      - 油漬　フレーク

  - かます
    - 生
    - 焼き

  - かれい類
    - まがれい
      - 生
      - 水煮
      - 焼き

    - まこがれい
      - 生
      - 焼き

    - 子持ちがれい
      - 生
      - 水煮

    - 干しかれい

  - かわはぎ　生
  - かんぱち
    - 三枚おろし　生
    - 背側　生

  - きす
    - 生
    - 天ぷら

  - きちじ　生
  - きびなご
    - 生
    - 調味干し

  - キャビア　塩蔵品
  - キングクリップ　生
  - ぎんだら
    - 生
    - 水煮

  - きんめだい　生
  - ぐち
    - 生
    - 焼き

  - こい　養殖
    - 生
    - 水煮
    - 内臓　生

  - こち類
    - まごち　生
    - めごち　生

  - このしろ
    - 生
    - 甘酢漬

  - さけ・ます類
    - からふとます
      - 生
      - 焼き
      - 塩ます
      - 水煮缶詰

    - ぎんざけ　養殖
      - 生
      - 焼き

    - さくらます
      - 生
      - 焼き

    - しろさけ
      - 生
      - 水煮
      - 焼き
      - 新巻き　生
      - 新巻き　焼き
      - 塩ざけ
      - イクラ
      - すじこ
      - めふん
      - 水煮缶詰
      - サケ節　削り節

    - たいせいようさけ　養殖
      - 皮つき
        - 生
        - 水煮
        - 蒸し
        - 電子レンジ調理
        - 焼き
        - ソテー
        - 天ぷら

      - 皮なし
        - 生
        - 水煮
        - 蒸し
        - 電子レンジ調理
        - 焼き
        - ソテー
        - 天ぷら

    - にじます
      - 海面養殖
        - 皮つき　生
        - 皮なし　生
        - 皮つき　焼き

      - 淡水養殖　皮つき　生

    - べにざけ
      - 生
      - 焼き
      - くん製

    - ますのすけ
      - 生
      - 焼き

  - さば類
    - まさば
      - 生
      - 水煮
      - 焼き
      - フライ

    - ごまさば
      - 生
      - 水煮
      - 焼き
      - さば節

    - たいせいようさば
      - 生
      - 水煮
      - 焼き

    - 加工品
      - 塩さば
      - 開き干し
      - しめさば

    - 缶詰
      - 水煮
      - みそ煮
      - 味付け

  - さめ類
    - あぶらつのざめ　生
    - よしきりざめ　生
    - ふかひれ

  - さより　生
  - さわら
    - 生
    - 焼き

  - さんま
    - 皮つき　生
    - 皮なし　生
    - 皮つき　焼き
    - 開き干し
    - みりん干し
    - 缶詰
      - 味付け
      - かば焼

  - しいら　生
  - ししゃも
    - ししゃも　生干し
      - 生
      - 焼き

    - からふとししゃも　生干し
      - 生
      - 焼き

  - したびらめ　生
  - しまあじ　養殖　生
  - しらうお　生
  - シルバー　生
  - すずき　生
  - たい類
    - きだい　生
    - くろだい　生
    - ちだい　生
    - まだい
      - 天然　生
      - 養殖
        - 皮つき
          - 生
          - 水煮
          - 焼き

        - 皮なし　生

  - たかさご　生
  - たかべ　生
  - たちうお　生
  - たら類
    - すけとうだら
      - 生
      - フライ
      - すり身
      - すきみだら
      - たらこ
        - 生
        - 焼き

      - からしめんたいこ

    - まだら
      - 生
      - 焼き
      - しらこ　生
      - 塩だら
      - 干しだら

    - 加工品
      - でんぶ
      - 桜でんぶ

  - ちか　生
  - どじょう
    - 生
    - 水煮

  - とびうお
    - 生
    - 煮干し
    - 焼き干し

  - ナイルティラピア　生
  - なまず　生
  - にぎす　生
  - にしん
    - 生
    - 身欠きにしん
    - 開き干し
    - くん製
    - かずのこ
      - 生
      - 乾
      - 塩蔵　水戻し

  - はぜ
    - 生
    - つくだ煮
    - 甘露煮

  - はたはた
    - 生
    - 生干し

  - はまふえふき　生
  - はも　生
  - ひらまさ　生
  - ひらめ
    - 天然　生
    - 養殖
      - 皮つき　生
      - 皮なし　生

  - ふぐ類
    - とらふぐ　養殖　生
    - まふぐ　生

  - ふな
    - 生
    - 水煮
    - 甘露煮
    - ふなずし

  - ぶり
    - 成魚
      - 生
      - 焼き

    - はまち
      - 養殖
        - 皮つき　生
        - 皮なし　生

  - ほうぼう　生
  - ホキ　生
  - ほっけ
    - 生
    - 塩ほっけ
    - 開き干し
      - 生
      - 焼き

  - ぼら
    - 生
    - からすみ

  - ほんもろこ　生
  - まぐろ類
    - きはだ　生
    - くろまぐろ
      - 天然
        - 赤身　生
        - 脂身　生

      - 養殖
        - 赤身
          - 生
          - 水煮
          - 蒸し
          - 電子レンジ調理
          - 焼き
          - ソテー
          - 天ぷら

        - 脂身
          - 生★
          - 水煮★
          - 蒸し★
          - 電子レンジ調理★
          - 焼き★
          - ソテー★
          - 天ぷら★

    - びんなが　生
    - みなみまぐろ
      - 赤身　生
      - 脂身　生

    - めじまぐろ　生
    - めばち
      - 赤身　生
      - 脂身　生

    - 缶詰
      - 水煮　フレーク
        - ライト
        - ホワイト

      - 味付け　フレーク
      - 油漬　フレーク
        - ライト
        - ホワイト

  - マジェランあいなめ　生
  - まながつお　生
  - みなみくろたち　生
  - みなみだら　生
  - むつ
    - 生
    - 水煮

  - めじな　生
  - めばる　生
  - メルルーサ　生
  - やつめうなぎ
    - 生
    - 干しやつめ

  - やまめ　養殖　生
  - わかさぎ
    - 生
    - つくだ煮
    - あめ煮

- 貝類
  - あかがい　生
  - あげまき　生
  - あさり
    - 生
    - 蒸し★
    - つくだ煮
    - 缶詰
      - 水煮
      - 味付け

  - あわび
    - くろあわび　生
    - まだかあわび　生
    - めがいあわび　生
    - 干し
    - 塩辛
    - 水煮缶詰

  - いがい　生
  - いたやがい　養殖　生
  - エスカルゴ　水煮缶詰
  - かき
    - 養殖
      - 生
      - 水煮
      - フライ

    - くん製油漬缶詰

  - さざえ
    - 生
    - 焼き

  - さるぼう　味付け缶詰
  - しじみ
    - 生
    - 水煮

  - たいらがい　貝柱　生
  - たにし　生
  - つぶ　生
  - とこぶし　生
  - とりがい　斧足　生
  - ばい　生
  - ばかがい　生
  - はまぐり類
    - はまぐり
      - 生
      - 水煮
      - 焼き
      - つくだ煮

    - ちょうせんはまぐり　生

  - ほたてがい
    - 生
    - 水煮
    - 貝柱
      - 生
      - 焼き
      - 煮干し
      - 水煮缶詰

  - ほっきがい　生
  - みるがい　水管　生

- えび・かに類
  - えび類
    - あまえび　生
    - アルゼンチンあかえび
      - 生★
      - ゆで★
      - 焼き★

    - いせえび　生
    - くるまえび　養殖
      - 生
      - ゆで
      - 焼き

    - さくらえび
      - 生
      - ゆで
      - 素干し
      - 煮干し

    - 大正えび　生
    - しばえび　生
    - バナメイえび　養殖
      - 生
      - 天ぷら

    - ブラックタイガー　養殖　生
    - 加工品
      - 干しえび
      - つくだ煮

  - かに類
    - がざみ　生
    - 毛がに
      - 生
      - ゆで

    - ずわいがに
      - 生
      - ゆで
      - 水煮缶詰

    - たらばがに
      - 生
      - ゆで
      - 水煮缶詰

    - 加工品
      - がん漬

- いか・たこ類
  - いか類
    - あかいか　生
    - けんさきいか　生
    - こういか　生
    - するめいか
      - 生
      - 水煮
      - 焼き
      - 胴
        - 皮つき　生
        - 皮なし
          - 生
          - 天ぷら
          - フライ★

      - 耳・足　生

    - ほたるいか
      - 生
      - ゆで
      - くん製
      - つくだ煮

    - やりいか　生
    - 加工品
      - するめ
      - さきいか
      - くん製
      - 切りいかあめ煮
      - いかあられ
      - 塩辛
      - 味付け缶詰

  - たこ類
    - いいだこ　生
    - まだこ
      - 皮つき　生
      - 皮なし　生★
      - ゆで
      - 蒸しだこ★
      - 蒸しだこ　油いため★
      - 蒸しだこ　素揚げ★

    - みずだこ　生

- その他
  - あみ
    - つくだ煮
    - 塩辛

  - うに
    - 生うに
    - 粒うに
    - 練りうに

  - おきあみ
    - 生
    - ゆで

  - くらげ　塩蔵　塩抜き
  - しゃこ　ゆで
  - なまこ
    - 生
    - このわた

  - ほや
    - 生
    - 塩辛

- 水産練り製品
  - かに風味かまぼこ
  - 黒はんぺん
  - 昆布巻きかまぼこ
  - す巻きかまぼこ
  - 蒸しかまぼこ
  - 焼き抜きかまぼこ
  - 焼き竹輪
  - だて巻
  - つみれ
  - なると
  - はんぺん
  - さつま揚げ
  - 魚肉ハム
  - 魚肉ソーセージ

### 11.肉類
- 畜肉類
  - いのしし　肉　脂身つき　生
  - いのぶた　肉　脂身つき　生
  - うさぎ　肉　赤肉　生
  - うし
    - 和牛肉
      - かた
        - 脂身つき　生
        - 皮下脂肪なし　生
        - 赤肉　生
        - 脂身　生

      - かたロース
        - 脂身つき　生
        - 皮下脂肪なし　生
        - 赤肉　生

      - リブロース
        - 脂身つき
          - 生
          - ゆで
          - 焼き

        - 皮下脂肪なし　生
        - 赤肉　生
        - 脂身　生

      - サーロイン
        - 脂身つき　生
        - 皮下脂肪なし　生
        - 赤肉　生

      - ばら　脂身つき　生
      - もも
        - 脂身つき　生
        - 皮下脂肪なし
          - 生
          - ゆで
          - 焼き

        - 赤肉　生
        - 脂身　生

      - そともも
        - 脂身つき　生
        - 皮下脂肪なし　生
        - 赤肉　生

      - ランプ　
        - 脂身つき　生
        - 皮下脂肪なし　生
        - 赤肉　生

      - ヒレ　赤肉　生

    - 乳用肥育牛肉
      - かた
        - 脂身つき
          - 生
          - ゆで
          - 焼き

        - 皮下脂肪なし　生
        - 赤肉
          - 生
          - ゆで
          - 焼き

        - 脂身　生

      - かたロース
        - 脂身つき　生
        - 皮下脂肪なし　生
        - 赤肉　生

      - リブロース
        - 脂身つき
          - 生
          - ゆで
          - 焼き

        - 皮下脂肪なし　生
        - 赤肉　生
        - 脂身　生

      - サーロイン
        - 脂身つき　生
        - 皮下脂肪なし　生
        - 赤肉　生

      - ばら
        - 脂身つき
          - 生
          - 焼き

      - もも
        - 脂身つき　生
        - 皮下脂肪なし
          - 生
          - ゆで
          - 焼き

        - 赤肉　生
        - 脂身　生

      - そともも
        - 脂身つき　生
        - 皮下脂肪なし　生
        - 赤肉　生

      - ランプ
        - 脂身つき　生
        - 皮下脂肪なし　生
        - 赤肉　生

      - ヒレ
        - 赤肉
          - 生
          - 焼き

    - 交雑牛肉
      - リブロース
        - 脂身つき
          - 生
          - ゆで
          - 焼き

        - 皮下脂肪なし　生
        - 赤肉　生
        - 脂身　生

      - ばら　脂身つき　生
      - もも
        - 脂身つき　生
        - 皮下脂肪なし
          - 生
          - ゆで
          - 焼き

        - 赤肉　生
        - 脂身　生

      - ヒレ　赤肉　生

    - 輸入牛肉
      - かた
        - 脂身つき　生
        - 皮下脂肪なし　生
        - 赤肉　生
        - 脂身　生

      - かたロース
        - 脂身つき　生
        - 皮下脂肪なし　生
        - 赤肉　生

      - リブロース
        - 脂身つき
          - 生
          - ゆで
          - 焼き

        - 皮下脂肪なし　生
        - 赤肉　生
        - 脂身　生

      - サーロイン
        - 脂身つき　生
        - 皮下脂肪なし　生
        - 赤肉　生

      - ばら　脂身つき　生
      - もも　脂身つき
        - 生
        - 皮下脂肪なし
          - 生
          - ゆで
          - 焼き

        - 赤肉　生
        - 脂身　生

      - そともも
        - 脂身つき　生
        - 皮下脂肪なし　生
        - 赤肉　生

      - ランプ
        - 脂身つき　生
        - 皮下脂肪なし　生
        - ランプ　赤肉　生

      - ヒレ　赤肉　生

    - 子牛肉
      - リブロース　皮下脂肪なし　生
      - ばら　皮下脂肪なし　生
      - もも　皮下脂肪なし　生

    - ひき肉
      - 生
      - 焼き

    - 副生物
      - 舌
        - 生
        - 焼き

      - 心臓　生
      - 肝臓　生
      - じん臓　生
      - 第一胃　ゆで
      - 第二胃　ゆで
      - 第三胃　生
      - 第四胃　ゆで
      - 小腸　生
      - 大腸　生
      - 直腸　生
      - 腱　ゆで
      - 子宮　ゆで
      - 尾　生
      - 横隔膜
        - 生
        - ゆで
        - 焼き

      - ローストビーフ
      - コンビーフ缶詰
      - 味付け缶詰
      - ビーフジャーキー
      - スモークタン

  - うま　肉　赤肉　生
  - くじら
    - 肉　赤肉　生
    - うねす　生
    - 本皮　生
    - さらしくじら

  - しか
    - あかしか　赤肉　生
    - にほんじか
      - 赤肉　生
      - えぞしか　赤肉　生
      - きゅうしゅうじか　赤肉　生
      - ほんしゅうじか　赤肉　生★

  - ぶた
    - 大型種肉
      - かた
        - 脂身つき　生
        - 皮下脂肪なし　生
        - 赤肉　生
        - 脂身　生

      - かたロース
        - 脂身つき　生
        - 皮下脂肪なし　生
        - 赤肉　生
        - 脂身　生

      - ロース
        - 脂身つき
          - 生
          - ゆで
          - 焼き
          - とんかつ

        - 皮下脂肪なし　生
        - 赤肉　生
        - 脂身　生

      - ばら
        - 脂身つき
          - 生
          - 焼き
          - 生

      - もも
        - 皮下脂肪なし
          - 生
          - ゆで
          - 焼き

        - 赤肉　生
        - 脂身　生

      - そともも
        - 脂身つき　生
        - 皮下脂肪なし　生
        - 赤肉　生
        - 脂身　生

      - ヒレ
        - 赤肉
          - 生
          - 焼き
          - とんかつ

    - 中型種肉
      - かた
        - 脂身つき　生
        - 皮下脂肪なし　生
        - 赤肉　生
        - かた　脂身　生

      - かたロース
        - 脂身つき　生
        - 皮下脂肪なし　生
        - 赤肉　生
        - 脂身　生

      - ロース
        - 脂身つき　生
        - 皮下脂肪なし　生
        - 赤肉　生
        - 脂身　生

      - ばら　脂身つき　生
      - もも
        - 脂身つき　生
        - 皮下脂肪なし　生
        - 赤肉　生
        - 脂身　生

      - そともも
        - 脂身つき　生
        - 皮下脂肪なし　生
        - 赤肉　生
        - 脂身　生

      - ヒレ　赤肉　生

    - ひき肉
      - 生
      - 焼き

    - 副生物
      - 舌　生
      - 心臓　生
      - 肝臓　生
      - じん臓　生
      - 胃　ゆで
      - 小腸　ゆで
      - 大腸　ゆで
      - 子宮　生
      - 豚足　ゆで
      - 軟骨　ゆで

    - ハム類
      - 骨付きハム
      - ボンレスハム
      - ロースハム
        - ロースハム
        - ゆで
        - 焼き
        - フライ

      - ショルダーハム
      - 生ハム
        - 促成
        - 長期熟成

    - プレスハム類
      - プレスハム
      - チョップドハム

    - ベーコン類
      - ばらベーコン
      - ロースベーコン
      - ショルダーベーコン

    - ソーセージ類
      - ウインナーソーセージ
        - ウインナーソーセージ
        - ゆで
        - 焼き
        - フライ

      - セミドライソーセージ
      - ドライソーセージ
      - フランクフルトソーセージ
      - ボロニアソーセージ
      - リオナソーセージ
      - レバーソーセージ
      - 混合ソーセージ
      - 生ソーセージ

    - その他
      - 焼き豚
      - レバーペースト
      - スモークレバー
      - ゼラチン

  - めんよう
    - マトン
      - ロース
        - 脂身つき
          - 生
          - 焼き
          - 皮下脂肪なし　生

        - もも　脂身つき　生

    - ラム
      - かた　脂身つき　生
      - ロース
        - 脂身つき
          - 生
          - 焼き

        - 皮下脂肪なし　生
        - もも　脂身つき
          - 生
          - 焼き

    - 混合プレスハム

  - やぎ　肉　赤肉　生

- 鳥肉類
  - うずら　肉　皮つき　生
  - がちょう　フォアグラ　ゆで
  - かも
    - まがも　肉　皮なし　生
    - あいがも　肉　皮つき　生
    - あひる
      - 肉
        - 皮つき　生
        - 皮なし　生

      - 皮　生

  - きじ　肉　皮なし　生
  - しちめんちょう　肉　皮なし　生
  - すずめ　肉　骨・皮つき　生
  - にわとり
    - 親・主品目
      - 手羽　皮つき　生
      - むね
        - 皮つき　生
        - 皮なし　生

      - もも
        - 皮つき　生
        - 皮なし　生

      - ささみ　生

    - 若どり・主品目
      - 手羽　皮つき　生
      - 手羽さき　皮つき　生
      - 手羽もと　皮つき　生
      - むね
        - 皮つき
          - 生
          - 焼き

        - 皮なし
          - 生
          - 焼き

      - もも
        - 皮つき
          - 生
          - ゆで
          - 焼き
          - から揚げ

        - 皮なし
          - 生
          - ゆで
          - 焼き
          - から揚げ

    - 若どり・副品目
      - ささみ
        - 生
        - ゆで
        - 焼き
        - ソテー
        - フライ
        - 天ぷら

    - 二次品目
      - ひき肉
        - 生
        - 焼き

    - 副品目
      - 心臓　生
      - 肝臓　生
      - すなぎも　生
      - 皮
        - むね　生
        - もも　生

      - なんこつ（胸肉）生
      - 焼き鳥缶詰
      - チキンナゲット
      - つくね

  - はと　肉　皮なし　生
  - ほろほろちょう　肉　皮なし　生

- その他
  - いなご　つくだ煮
  - かえる　肉
  - すっぽん　肉　生
  - はち　はちの子缶詰

### 12.卵類
- あひる卵　ピータン
- うこっけい卵　全卵　生
- うずら卵
  - 全卵　生
  - 水煮缶詰

- 鶏卵
  - 全卵
    - 生
    - ゆで
    - ポーチドエッグ
    - 目玉焼き
    - いり
    - 素揚げ
    - 水煮缶詰
    - 加糖全卵
    - 乾燥全卵

  - 卵黄
    - 生
    - ゆで
    - 加糖卵黄
    - 乾燥卵黄

  - 卵白
    - 生
    - ゆで
    - 乾燥卵白

  - たまご豆腐
  - たまご焼
    - 厚焼きたまご
    - だし巻きたまご

### 13.乳類
- 牛乳及び乳製品
  - 液状乳類
    - 生乳
      - ジャージー種
      - ホルスタイン種

    - 普通牛乳
    - 脱脂乳
    - 加工乳
      - 濃厚
      - 低脂肪

    - 乳児用液体ミルク
    - 乳飲料
      - コーヒー
      - フルーツ

  - 粉乳類
    - 全粉乳
    - 脱脂粉乳
    - 乳児用調製粉乳

  - 練乳類
    - 無糖練乳
    - 加糖練乳

  - クリーム類
    - クリーム
      - 乳脂肪
      - 乳脂肪・植物性脂肪
      - 植物性脂肪

    - ホイップクリーム
      - 乳脂肪
      - 乳脂肪・植物性脂肪
      - 植物性脂肪

    - コーヒーホワイトナー
      - 液状
        - 乳脂肪
        - 乳脂肪・植物性脂肪
        - 植物性脂肪

      - 粉末状
        - 乳脂肪
        - 植物性脂肪

  - 発酵乳・乳酸菌飲料
    - ヨーグルト
      - 全脂無糖
      - 低脂肪無糖
      - 無脂肪無糖
      - 脱脂加糖
      - ドリンクタイプ　加糖

    - 乳酸菌飲料
      - 乳製品
      - 殺菌乳製品
      - 非乳製品

  - チーズ類
    - ナチュラルチーズ
      - エメンタール
      - カテージ
      - カマンベール
      - クリーム
      - ゴーダ
      - チェダー
      - パルメザン
      - ブルー
      - マスカルポーネ
      - モッツァレラ
      - やぎ
      - リコッタ

    - プロセスチーズ
    - チーズスプレッド

  - アイスクリーム類
    - アイスクリーム
      - 高脂肪
      - 普通脂肪

    - アイスミルク
    - ラクトアイス
      - 普通脂肪
      - 低脂肪

    - ソフトクリーム

  - その他
    - カゼイン
    - シャーベット
    - チーズホエーパウダー

- その他
  - 人乳
  - やぎ乳

### 14.油脂類
- 植物油脂類
  - あまに油
  - えごま油
  - オリーブ油
  - ごま油
  - 米ぬか油
  - サフラワー油
    - ハイオレイック
    - ハイリノール

  - 大豆油
  - 調合油
  - とうもろこし油
  - なたね油
  - パーム油
  - パーム核油
  - ひまわり油
    - ハイリノール
    - ミッドオレイック
    - ハイオレイック

  - ぶどう油
  - 綿実油
  - やし油
  - 落花生油
- 動物油脂類
  - 牛脂
  - たらのあぶら
  - ラード

- バター類
  - 無発酵バター
    - 有塩バター
    - 食塩不使用バター

  - 発酵バター　有塩バター

- マーガリン類
  - マーガリン
    - 家庭用
      - 有塩
      - 無塩

    - 業務用
      - 有塩
      - 無塩

    - ファットスプレッド

- その他
  - ショートニング
    - 家庭用
    - 業務用
      - 製菓
      - フライ

### 15.菓子類
- 和生菓子・和半生菓子類
  - 甘納豆
    - あずき
    - いんげんまめ
    - えんどう

  - 今川焼
    - こしあん入り
    - つぶしあん入り
    - カスタードクリーム入り

  - ういろう
    - 白
    - 黒

  - うぐいすもち
    - こしあん入り
    - つぶしあん入り

  - かしわもち
    - こしあん入り
    - つぶしあん入り

  - カステラ
  - かのこ
  - かるかん
  - きび団子
  - ぎゅうひ
  - きりざんしょ
  - きんぎょく糖
  - きんつば
  - 草もち
    - こしあん入り
    - つぶしあん入り

  - くし団子
    - あん
      - こしあん入り
      - つぶしあん入り

    - みたらし

  - くずもち
    - 関西風　くずでん粉製品
    - 関東風　小麦でん粉製品

  - げっぺい
  - 五平もち
  - 桜もち
    - 関西風
      - こしあん入り
      - つぶしあん入り

    - 関東風
      - こしあん入り
      - つぶしあん入り

  - 笹だんご
    - こしあん入り
    - つぶしあん入り

  - ずんだあん
  - ずんだもち
  - 大福もち
    - こしあん入り
    - つぶしあん入り

  - タルト（和菓子）
  - ちまき
  - ちゃつう
  - どら焼
    - こしあん入り
    - つぶしあん入り

  - 生八つ橋　あん入り
    - こしあん入り
    - こしあん・つぶしあん混合
    - つぶしあん入り

  - ねりきり
  - まんじゅう
    - カステラまんじゅう
      - こしあん入り
      - つぶしあん入り

    - かるかんまんじゅう
      - こしあん入り
      - つぶしあん入り

    - くずまんじゅう
      - こしあん入り
      - つぶしあん入り

    - くりまんじゅう
      - こしあん入り
      - つぶしあん入り

    - とうまんじゅう
      - こしあん入り
      - つぶしあん入り

    - 蒸しまんじゅう
      - こしあん入り
      - つぶしあん入り

    - 中華まんじゅう
      - あんまん
        - こしあん入り
        - つぶしあん入り

      - 肉まん

  - もなか
    - こしあん入り
    - つぶしあん入り

  - ゆべし
  - ようかん
    - 練りようかん
    - 水ようかん
    - 蒸しようかん

- 和干菓子類
  - あめ玉
  - 芋かりんとう
  - おこし
  - おのろけ豆
  - かりんとう
    - 黒
    - 白

  - ごかぼう
  - 小麦粉せんべい
    - 磯部せんべい
    - かわらせんべい
    - 巻きせんべい
    - 南部せんべい
      - ごま入り
      - 落花生入り

  - しおがま
  - ひなあられ
    - 関西風
    - 関東風

  - 米菓
    - 揚げせんべい
    - 甘辛せんべい
    - あられ
    - しょうゆせんべい

  - ボーロ
    - 小粒
    - そばボーロ

  - 松風
  - みしま豆
  - 八つ橋
  - らくがん
    - らくがん
    - 麦らくがん
    - もろこしらくがん

- 菓子パン類
  - 揚げパン
  - あんパン
    - こしあん入り
    - つぶしあん入り
    - 薄皮タイプ
      - こしあん入り
      - つぶしあん入り

  - カレーパン
    - 皮及び具
    - 皮のみ
    - 具のみ

  - クリームパン
  - クリームパン　薄皮タイプ
  - ジャムパン
  - チョココロネ
  - チョコパン　薄皮タイプ
  - メロンパン
  - 菓子パン　あんなし

- ケーキ・ペストリー類
  - シュークリーム
  - スポンジケーキ
  - ショートケーキ
    - 果実なし
    - いちご

  - タルト　（洋菓子）
  - チーズケーキ
    - ベイクドチーズケーキ
    - レアチーズケーキ

  - デニッシュペストリー
    - アメリカンタイプ　プレーン
    - デンマークタイプ　プレーン　
    - アメリカンタイプ　あん入り
      - こしあん
      - つぶしあん

    - デンマークタイプ　あん入り
      - こしあん
      - つぶしあん

    - アメリカンタイプ　あん入り　カスタードクリーム
    - デンマークタイプ　あん入り　カスタードクリーム

  - ドーナッツ
    - イーストドーナッツ
      - プレーン
      - あん入り
        - こしあん
        - つぶしあん
        - カスタードクリーム

    - ケーキドーナッツ
      - プレーン
      - あん入り
        - こしあん
        - つぶしあん
        - カスタードクリーム

  - パイ
    - パイ皮
    - アップルパイ
    - ミートパイ

  - バターケーキ
  - ホットケーキ
  - ワッフル
    - カスタードクリーム入り
    - ジャム入り

- デザート菓子類
  - カスタードプリン
  - 牛乳寒天
  - こんにゃくゼリー
  - ゼリー
    - オレンジ
    - コーヒー
    - ミルク
    - ワイン

  - ババロア

- ビスケット類
  - ウエハース
  - クリーム入り
  - クラッカー
    - オイルスプレークラッカー
    - ソーダクラッカー

  - サブレ
  - 中華風クッキー
  - ビスケット
    - ハードビスケット
    - ソフトビスケット

  - プレッツェル
  - リーフパイ
  - ロシアケーキ

- スナック類
  - 小麦粉あられ
  - コーンスナック
  - ポテトチップス
    - ポテトチップス
    - 成形ポテトチップス

- キャンデー類
  - かわり玉
  - キャラメル
  - ゼリーキャンデー
  - ゼリービーンズ
  - ドロップ
  - バタースコッチ
  - ブリットル
  - マシュマロ
  - ラムネ

- チョコレート類
  - アーモンドチョコレート
  - カバーリングチョコレート
  - スイートチョコレート★
  - スイートチョコレート　カカオ増量★
  - ホワイトチョコレート
  - ミルクチョコレート

- 果実菓子類
  - マロングラッセ

- チューインガム類
  - 板ガム
  - 糖衣ガム
  - 風船ガム

- その他
  - カスタードクリーム
  - しるこ
    - こしあん
    - つぶしあん

  - チョコレートクリーム

### 16.し好飲料類
- アルコール飲料類
  - 醸造酒類
    - 清酒
      - 普通酒
      - 純米酒
      - 本醸造酒
      - 吟醸酒
      - 純米吟醸酒

    - ビール
      - 淡色
      - 黒
      - スタウト

    - 発泡酒
    - ぶどう酒
      - 白
      - 赤
      - ロゼ

    - 紹興酒

  - 蒸留酒類
    - しょうちゅう
      - 連続式蒸留しょうちゅう
      - 単式蒸留しょうちゅう
      - 泡盛

    - ウイスキー
    - ブランデー
    - ウオッカ
    - ジン
    - ラム
    - マオタイ酒

  - 混成酒類
    - 梅酒
    - 合成清酒
    - 白酒
    - みりん
      - 本みりん
      - 本直し

    - 薬味酒
    - キュラソー
    - スイートワイン
    - ペパーミント
    - ベルモット
      - 甘口タイプ
      - 辛口タイプ

    - 缶チューハイ　レモン風味

- 茶類
  - 緑茶類
    - 玉露
      - 茶
      - 浸出液

    - 抹茶　茶
    - せん茶
      - 茶
      - 浸出液

    - かまいり茶　浸出液
    - 番茶
      - 茶★
      - 浸出液

    - ほうじ茶
      - 茶★
      - 浸出液

    - 玄米茶　浸出液

  - 発酵茶類
    - ウーロン茶　浸出液
    - 紅茶
      - 茶
      - 浸出液

- コーヒー・ココア類
  - コーヒー
    - 浸出液
    - インスタントコーヒー
    - 缶コーヒー　無糖★
    - コーヒー飲料　乳成分入り　加糖

  - ココア
    - ピュアココア
    - ミルクココア

- その他
  - 青汁　ケール
  - 甘酒
  - 昆布茶
  - スポーツドリンク
  - 炭酸飲料類
    - 果実色飲料
    - コーラ
    - サイダー
    - ビール風味炭酸飲料

  - なぎなたこうじゅ　浸出液
  - 麦茶　浸出液

### 17.調味料及び香辛料類
- 調味料類
  - ウスターソース類
    - ウスターソース
    - 中濃ソース
    - 濃厚ソース
    - お好み焼きソース

  - 辛味調味料類
    - トウバンジャン
    - チリペッパーソース
    - ラー油

  - しょうゆ類
    - こいくちしょうゆ
    - こいくちしょうゆ　減塩
    - うすくちしょうゆ
    - うすくちしょうゆ　低塩
    - たまりしょうゆ
    - さいしこみしょうゆ
    - しろしょうゆ
    - だししょうゆ
    - 照りしょうゆ

  - 食塩類
    - 食塩
    - 並塩
    - 減塩タイプ食塩
      - 調味料含む
      - 調味料不使用

    - 精製塩
      - 家庭用
      - 業務用

  - 食酢類
    - 黒酢
    - 穀物酢
    - 米酢
    - 果実酢
      - バルサミコ酢
      - ぶどう酢
      - りんご酢

  - だし類
    - あごだし
    - かつおだし
      - 荒節
      - 本枯れ節

    - 昆布だし
      - 水出し
      - 煮出し

    - かつお・昆布だし
      - 荒節・昆布だし
      - 本枯れ節・昆布だし

    - しいたけだし
    - 煮干しだし
    - 鶏がらだし
    - 中華だし
    - 洋風だし
    - 固形ブイヨン
    - 顆粒おでん用
    - 顆粒中華だし
    - 顆粒和風だし
    - なべつゆ　ストレート　しょうゆ味
    - めんつゆ
      - ストレート
      - 二倍濃縮
      - 三倍濃縮

    - ラーメンスープ　濃縮
      - しょうゆ味　ストレートしょうゆ味
      - みそ味　ストレートみそ味

  - 調味ソース類
    - 甘酢
    - エビチリの素
    - オイスターソース
    - 黄身酢
    - 魚醤油
      - いかなごしょうゆ
      - いしる（いしり）
      - しょっつる
      - ナンプラー

    - ごま酢
    - ごまだれ
    - 三杯酢
    - 二杯酢
    - すし酢
      - ちらし・稲荷用
      - にぎり用
      - 巻き寿司・箱寿司用

    - 中華風合わせ酢
    - デミグラスソース
    - テンメンジャン
    - 冷やし中華のたれ
    - ホワイトソース
    - ぽん酢しょうゆ
    - ぽん酢しょうゆ　市販品
    - マーボー豆腐の素
    - マリネ液
    - ミートソース
    - 焼きそば粉末ソース
    - 焼き鳥のたれ
    - 焼き肉のたれ
    - みたらしのたれ
    - ゆずこしょう

  - トマト加工品類
    - トマトピューレー
    - トマトペースト
    - トマトケチャップ
    - トマトソース
    - チリソース

  - ドレッシング類
    - 半固形状ドレッシング
      - マヨネーズ
        - 全卵型
        - 卵黄型

      - マヨネーズタイプ調味料　低カロリータイプ

    - 分離液状ドレッシング
      - フレンチドレッシング　分離液状
      - 和風ドレッシング　分離液状
      - 和風ドレッシングタイプ調味料　ノンオイルタイプ

    - 乳化液状ドレッシング
      - ごまドレッシング
      - サウザンアイランドドレッシング
      - フレンチドレッシング　乳化液状

  - みそ類
    - 米みそ
      - 甘みそ
      - 淡色辛みそ
      - 赤色辛みそ
      - だし入りみそ
      - だし入りみそ　減塩

    - 麦みそ
    - 豆みそ
    - 減塩みそ
    - 即席みそ
      - 粉末タイプ
      - ペーストタイプ

    - 辛子酢みそ
    - ごまみ
    - 酢みそ
    - 練りみそ

  - ルウ類
    - カレールウ
    - ハヤシルウ

  - その他
    - お茶漬けの素　さけ
    - キムチの素
    - 酒かす
    - 即席すまし汁
    - ふりかけ　たまご
    - みりん風調味料
    - 料理酒

- 香辛料類
  - オールスパイス　粉
  - オニオンパウダー
  - からし
    - 粉
    - 練り
    - 練りマスタード
    - 粒入りマスタード

  - カレー粉
  - クローブ　粉
  - こしょう
    - 黒　粉
    - 白　粉
    - 混合　粉

  - さんしょう　粉
  - シナモン　粉
  - しょうが
    - 粉
    - おろし

  - セージ　粉
  - タイム　粉
  - チリパウダー
  - とうがらし　粉
  - ナツメグ　粉
  - にんにく
    - ガーリックパウダー
      - 食塩無添加
      - 食塩添加

    - おろし

  - バジル　粉
  - パセリ　乾
  - パプリカ　粉
  - わさび
    - 粉　からし粉入り
    - 練り

- その他
  - 酵母　パン酵母
    - 圧搾
    - 乾燥

  - ベーキングパウダー

### 18.調理済み流通食品類
- 和風料理　
  - 和え物類　
    - 青菜の白和え
    - いんげんのごま和え
    - わかめとねぎの酢みそ和え

  - 汁物類
    - とん汁

  - 酢の物類
    - 紅白なます

  - 煮物類
    - 卯の花いり
    - 親子丼の具
    - 牛飯の具
    - 切り干し大根の煮物
    - きんぴらごぼう
    - ぜんまいのいため煮
    - 筑前煮
    - 肉じゃが
    - ひじきのいため煮

  - その他
    - アジの南蛮漬け
    - お好み焼き★
    - とりから揚げ★
    - 松前漬け　しょうゆ漬

- 洋風料理
  - カレー類
    - チキンカレー
    - ビーフカレー
    - ポークカレー

  - コロッケ類
    - カニクリームコロッケ
    - コーンクリームコロッケ
    - ポテトコロッケ

  - シチュー類
    - チキンシチュー
    - ビーフシチュー

  - 素揚げ類
    - ミートボール

  - スープ類
    - かぼちゃのクリームスープ
    - コーンクリームスープ
      - コーンクリームスープ
      - 粉末タイプ

  - ハンバーグステーキ類
    - 合いびきハンバーグ
    - チキンハンバーグ
    - 豆腐ハンバーグ

  - フライ類
    - いかフライ
    - えびフライ
    - かきフライ★
    - 白身フライ
    - メンチカツ

  - フライ用冷凍食品
    - いかフライ　冷凍
    - えびフライ　冷凍
    - コロッケ
      - クリームコロッケ　冷凍
      - ポテトコロッケ　冷凍

    - 白身フライ　冷凍
    - メンチカツ　冷凍

  - その他
    - えびグラタン
    - えびピラフ
- 中国料理
  - 点心類　
    - ぎょうざ
    - しゅうまい
    - 中華ちまき
    - 春巻き★

  - 菜類
    - 酢豚
    - チャーハン★
    - 八宝菜
    - 麻婆豆腐
- 韓国料理
  - 和え物類
    - もやしのナムル